# پوکا پوکا (لیما)
پوکا پوکا (به اسپانیایی: Puka Puka) یک کوه در پرو است که در Peru, Lima Region واقع شده‌است. پوکا پوکا ۴٬۸۰۰ متر بالاتر از سطح دریا واقع شده‌است.